# Vreme

Vreme (Serbio para Time) es una revista semanal  fundada en Belgrado, Serbia. 
Después de una preparación de siete meses a lo largo del año 1990 por intelectuales liberales serbios, descontentos con el control del régimen hacia los medios de comunicación, el primer número salió a la venta el 29 de octubre de 1990. La mayor parte de su equipo original eran periodistas del periódico Politika y la revista NIN. Se caracteriza como "una revista sin mentiras, odio o prejuicios" y que se opueso a la movilización nacionalista durante las Guerras Yugoslavas. Es el modelo de sus homólogos de EE. UU. Time y Newsweek .
En el año 1993, 30.000 ejemplares fueron producidos semanalmente con una cuarta parte de sus ventas al exterior. Vreme ha establecido una reputación como uno de los medios de comunicación más confiable de la antigua Yugoslavia y sus escritores han sido ampliamente citados por los medios de comunicación internacionales.
Vreme ha iniciado una serie de suplementos tales como Vreme Novca (Tiempo de Dinero), Vreme Zabave (tiempo para la diversión), y se ha convertido en una editorial. El periódico tiene una edición internacional llamada Vreme Internacional, que se dirige principalmente a la diáspora Serbia en Europa.